# الی سارلا
اُلی سارِلا (فنلاندی: Olli Saarela؛ زادهٔ ۱۶ مارس ۱۹۶۵) کارگردان فیلم و فیلم‌نامه‌نویس اهل فنلاند است.

## گزیدهٔ فیلم‌شناسی
- کشیش شریر (۲۰۱۰)
- سال گرگ (۲۰۰۷)
- رولو و روح جنگل (۲۰۰۱)
- عشق بدشگون (۲۰۰۰)
- کمین (۱۹۹۹)